# Мисаген
Миса́ген (II век до н. э.) — сын нумидийского царя Массиниссы.
Мисаген был сыном правителя Нумидии Массиниссы. Во время Третьей Македонской войны 171—168 годов до н. э. как и многие другие цари Массинисса поддержал римлян против македонского царя Персея. Помимо помощи хлебом он послал под командой сына две тысячи пеших и конных воинов с двадцатью двумя слонами. Видимо, Мисаген оставался в Македонии на протяжении всех четырёх лет войны и оказал римлянам важные услуги. После завершения войны Луций Эмилий Павел отправил Мисагена и его солдат обратно по морю. В Адриатике корабли были потрепаны бурей и заболевший сын Массиниссы был доставлен в Брундизий. Когда известия об этом происшествии дошли до сената, в город был незамедлительно направлен квестор Луций Стертиний чтобы проследить за оказанием всей необходимой помощи Мисагену и его людям. Мисаген умер, видимо, до смерти отца — при описании событий по разделу наследства Массиниссы его имя уже не упоминается.